# Maskertroepiaal
De maskertroepiaal (Icterus cucullatus) is een zangvogel uit de familie Icteridae (troepialen).

## Verspreiding en leefgebied
Deze soort komt voor in de zuidwestelijke Verenigde Staten, Mexico en Belize en telt 5 ondersoorten:
- Icterus cucullatus nelsoni: de zuidwestelijke Verenigde Staten en noordwestelijk Mexico.
- Icterus cucullatus trochiloides: centraal en zuidelijk Baja California (noordwestelijk Mexico).
- Icterus cucullatus sennetti: zuidelijk Texas tot oostelijk Mexico.
- Icterus cucullatus cucullatus: zuidwestelijk Texas tot centraal Mexico.
- Icterus cucullatus igneus: zuidoostelijk Mexico en Belize.